# Unterentfelden
Unterentfelden es una comuna suiza del cantón de Argovia, situada en el distrito de Aarau. Limita al norte con la comuna de Aarau, al este con Suhr, al sur con Oberentfelden, y al occidente  con Schönenwerd (SO) y Eppenberg-Wöschnau (SO).